# La Place de l'Étoile
Pour la voie parisienne place de l'Étoile, voir place Charles-de-Gaulle.
La Place de l'Étoile est un roman de Patrick Modiano paru en 1968 aux éditions Gallimard et récompensé par le prix Roger-Nimier et le prix Fénéon.

## Résumé
Le roman raconte, sur un mode en partie autobiographique, mais surtout parodique et pastiche, l’histoire de Raphaël Schlemilovitch, juif français né juste après la guerre et hanté par l’image de cette guerre et par la manie de la persécution. Le héros, qui est aussi le narrateur, raconte son histoire de manière complètement hallucinée, mélangeant réalité et fictions personnelles.
Se présentant d’abord comme un juif antisémite appartenant à la Gestapo française, il vit à Genève et se lie avec Des Essarts, un aristocrate français, et Maurice Sachs, miraculeusement réapparu. Après leur disparition, il retrouve son père, gros industriel israélite de New York, lui lègue toute sa fortune héritée d’un oncle, puis s’inscrit en khâgne à Bordeaux, où il subit l’influence de Debigorre, professeur de lettres, ancien pétainiste raillé par ses élèves et dont le narrateur prend la défense. Il rencontre ensuite Lévy-Vendôme, aristocrate juif spécialiste de la traite des Blanches, et réalise pour lui quelques « prises » dans le terroir français (qui l’attire énormément), d’abord en Savoie puis en Normandie. Il s’enfuit alors à Vienne, où il devient proxénète, croyant devenir le Juif officiel du Troisième Reich, ami de Heydrich et de Hitler, proxénète officiel des SS et amant d’Eva Braun. On le voit ensuite partir en Israël dans un camp de rééducation qui ressemble fort à un camp de concentration, où l’armée israélienne « réforme » les juifs européens pour en faire de bons Israéliens délivrés de leurs obsessions au sujet du malheur juif, de la pensée juive, de l’esprit juif. Mais tout ceci semble n’être qu’illusion, car après une dernière scène où tous les personnages réapparaissent et où Schlemilovitch semble finir par recevoir une balle dans la tête, on le retrouve sur un divan à Vienne, en train de se faire psychanalyser par un médecin qu’il prend manifestement pour le docteur Freud (mort bien des années avant la date apparente de ce récit).
Le nom du narrateur, Schlemilovitch, évoque un personnage classique de la culture yiddish : le schlemiel.

## Contexte
À partir de 1975, à l'occasion des rééditions et  la parution en poche, le texte du roman a été édulcoré par l'auteur qui a fait disparaître la préface de Jean Cau et des paragraphes entiers, à l'exemple cette tirade de l'un des personnages : « Les juifs n'ont pas le monopole du martyre ! On comptait beaucoup d'Auvergnats, de Périgourdins, voire de Bretons, à Auschwitz et à Dachau. Pourquoi nous rebat-il les oreilles avec le malheur juif ? Oublie-t-on le malheur berrichon ? le pathétique poitevin ? le désespoir picard ? » ; en 1985, ce passage disparaît.
Dans Dora Bruder, publié en 1997, où il cherche à reconstituer la vie d'une jeune fille juive, le narrateur, présenté comme Modiano soi-même, découvre que le titre La Place de l'Étoile, qu'il a donné à son premier roman, est aussi celui d'un livre de Robert Desnos.

## Personnages
Raphaël Schlemilovitch (personnage principal), Viktor Schlemilovitch (père, aventurier), Jean-François des Essarts (jeune aristocrate tourangeau), Maurice Sachs (voyou aventurier gestapiste), Adrien Debigorre (prof de lettres, khâgne), le vicomte Charles-Levy-Vendôme (souteneur), l'Abbé Perrache (à Annecy), Loïtia (sa nièce, enlevée), Véronique de Fougeire-Jusquiames (châtelaine normande), Tania, Hilda (prostituées), Elias Bloch (police secrète israélienne) Rebecca (officier de l'armée israélienne).

## Accueil critique
Jean Cau, qui préface le roman, est un ami de la mère de l'auteur. En 1967, il prend contact avec Claude Durand, responsable de la collection « Écrire » des Éditions du Seuil, et lui envoie le manuscrit. Selon Durand, Patrick Modiano préfère signer chez Gallimard. La maison d'édition redoute que les thèmes du roman déclenchent une polémique durant la guerre des Six Jours et attend l'année suivante pour publier La Place de l'Étoile.
Pour son roman, Patrick Modiano reçoit le prix Roger-Nimier en mai 1968 ainsi que le prix Fénéon, deux récompenses destinées aux jeunes auteurs.

## Éditions
- La Place de l'Étoile, préf. Jean Cau, éditions Gallimard, 1968, 153 p. ; rééd. 1985  (ISBN 2-07-027213-3)
- La Place de l'Étoile, éditions Gallimard, coll. « Folio » (no 698), 218 p., 1975 ; rééd. 1986  (ISBN 2-07-036698-7) revue et corrigée 2004